# シェラギ人
- ユカギール人 > シェラギ人
- チュクチ人 > シェラギ人

シェラギ人（シェラギじん、英語: Shelaghi）とは、かつてロシア連邦の北東シベリア奥地に居住していたユカギール人あるいはチュクチ人の一派。現在は絶滅している。

## 概要
シェラギという名の起源は不明で、1720年頃、コサックの探検家の報告で明らかになった。